# 红梅阁 (常州)
红梅阁是位于江苏省常州市红梅公园、清代重建的道教建筑。2017年进行修缮:41。经常州市的推荐。江苏省政府在2019年3月，公布为第八批江苏省文物保护单位。
南宋《毗陵志》记，唐昭宗年间，淮南节度使杨行密在建元寺西侧建有香炉寺。北宋咸平年间改名荐福寺，建有红梅阁。南宋淳熙年间，寺、楼全毁。荐福寺寺后有龙兴观，北宋大中祥符年间赐名天庆观。元朝元贞元年（1295年），天庆观改名玄妙观。道士徐养浩在观内东北建飞霞楼，毁于元末。明朝洪武五年（1372年），曾重建红梅阁，后又废毁。清朝嘉庆年间，在玄妙观飞霞楼旧址重建红梅阁，毁于咸丰年间战乱。光绪二十六年（1900年），再度重建。供奉从秦汉至元朝、“得道成仙的‘仙学源流’”:41。
建筑坐北朝南，为砖木结构的重檐歇山顶建筑。高约17米（或说台基高约2米、脊高约13.6米:41），面阔五间（宽约23.7米:41）、进深两间（约16.0米:41）、上下两层，下有回廊:41。红梅阁的重檐歇山顶等级较高，二层有斗拱，可定义为大式建筑:43。建筑外观为黄墙黑瓦。建筑在清朝咸丰年间毁坏之前，当地文人洪亮吉曾称之“红楼”。当代研究者指出，1993年《常州名胜古迹》一书收录的红梅阁照片，显示外墙粉刷色为暗红色。2017年进行修缮工程后，确定建筑外墙在早期有两层甚至多层红色粉刷层，后粉刷为黄色:42。当地传说全真道南宗祖师紫阳真人张伯端曾在此聚徒修炼，故多有碑刻题记用以纪念。今阁内壁间存有清代:41《重建红梅阁施田碑记》、《紫阳真人刻像》、《重建红梅阁碑记》等石刻。建筑南侧有一座云鹤纹冲天石坊。明间南额书“天衢要道”，北额书“青云直上”:41。